# Phytomyza ovimontis
Phytomyza ovimontis är en tvåvingeart som beskrevs av Griffiths 1976. Phytomyza ovimontis ingår i släktet Phytomyza och familjen minerarflugor. Inga underarter finns listade i Catalogue of Life.